# Geografisch middelpunt van de Europese Unie

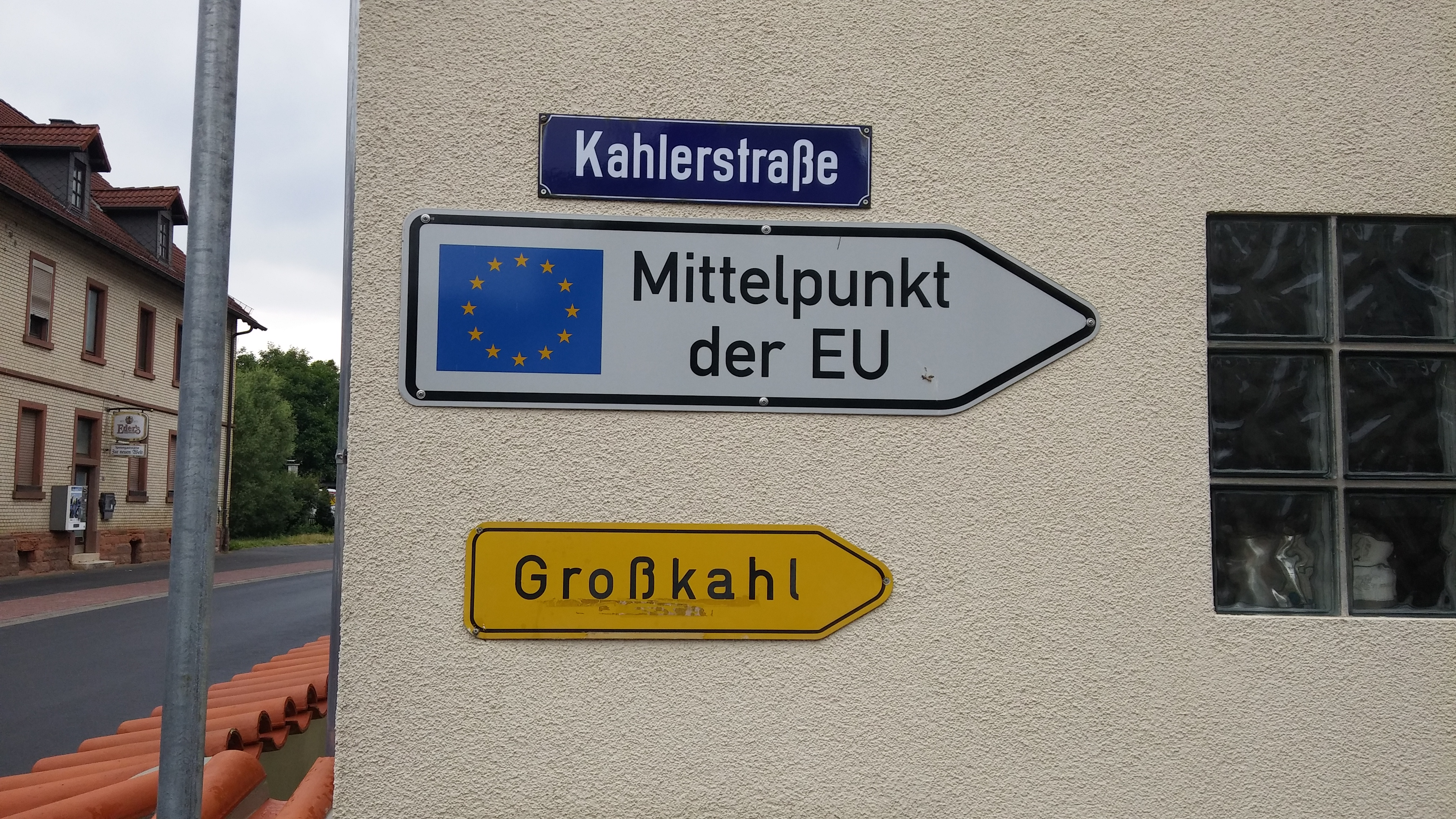
Aanduiding om bij het middelpunt te komen

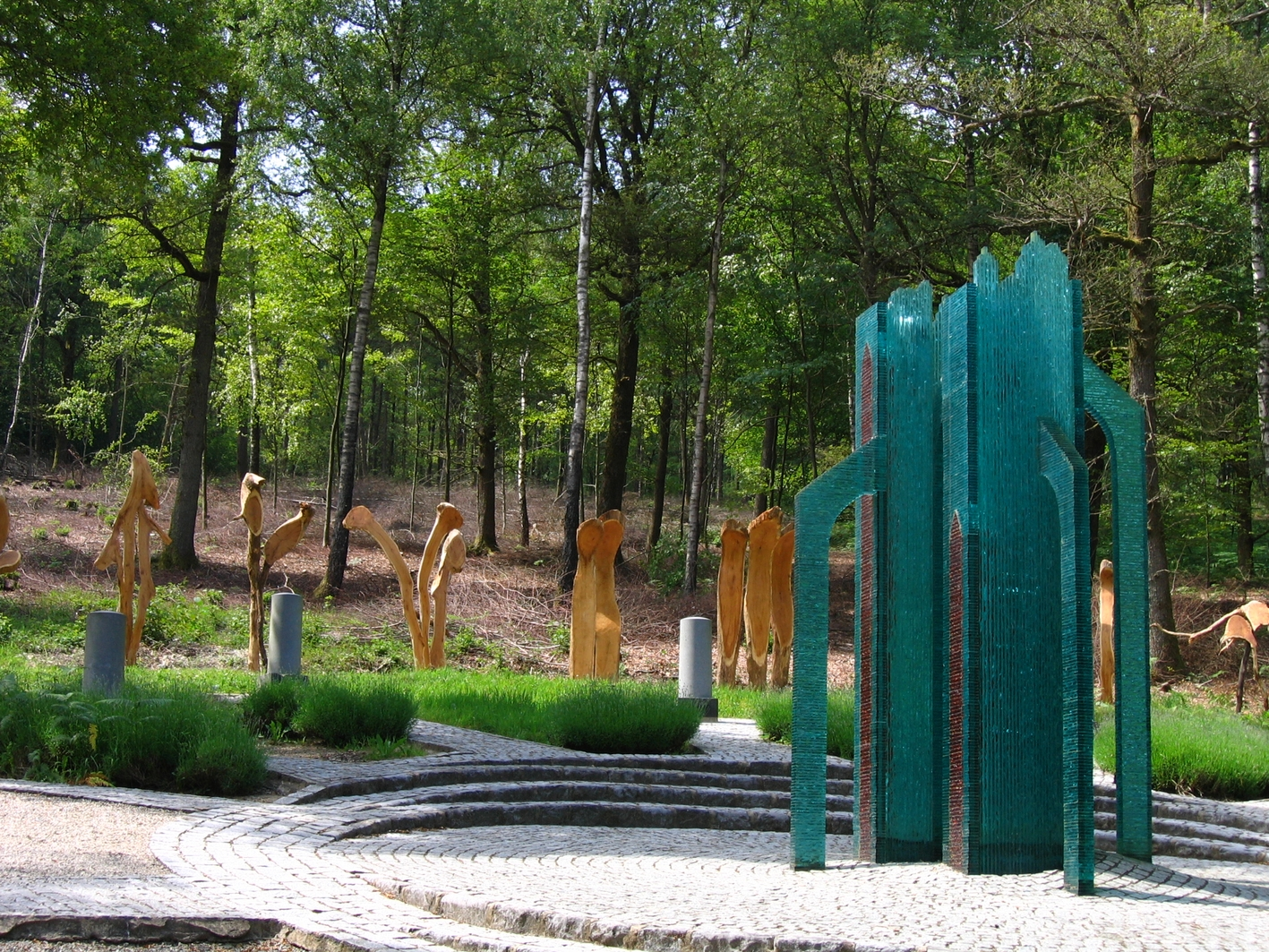
Geografisch middelpunt in Viroinval

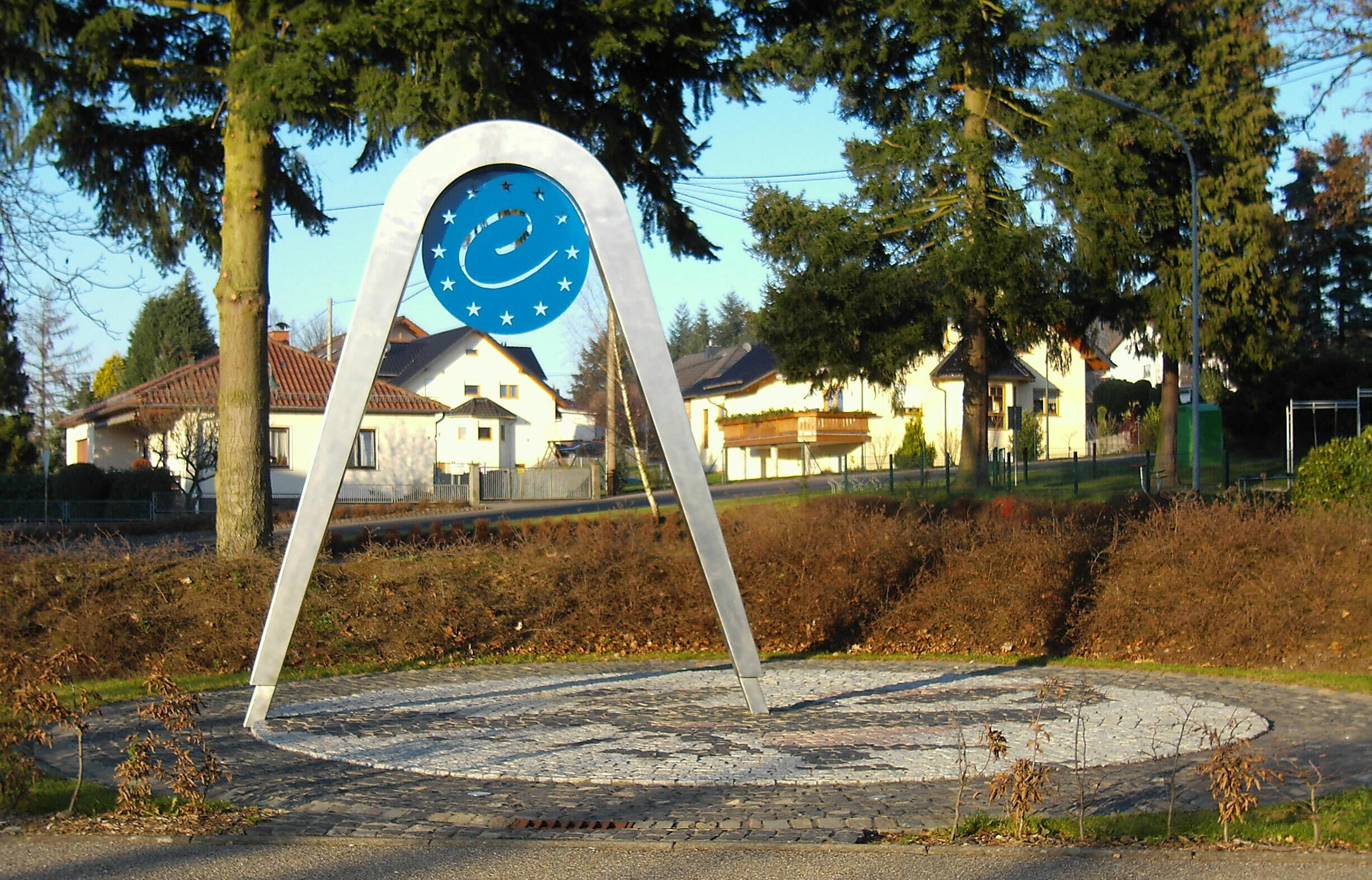
Geografisch middelpunt in Kleinmaischeid

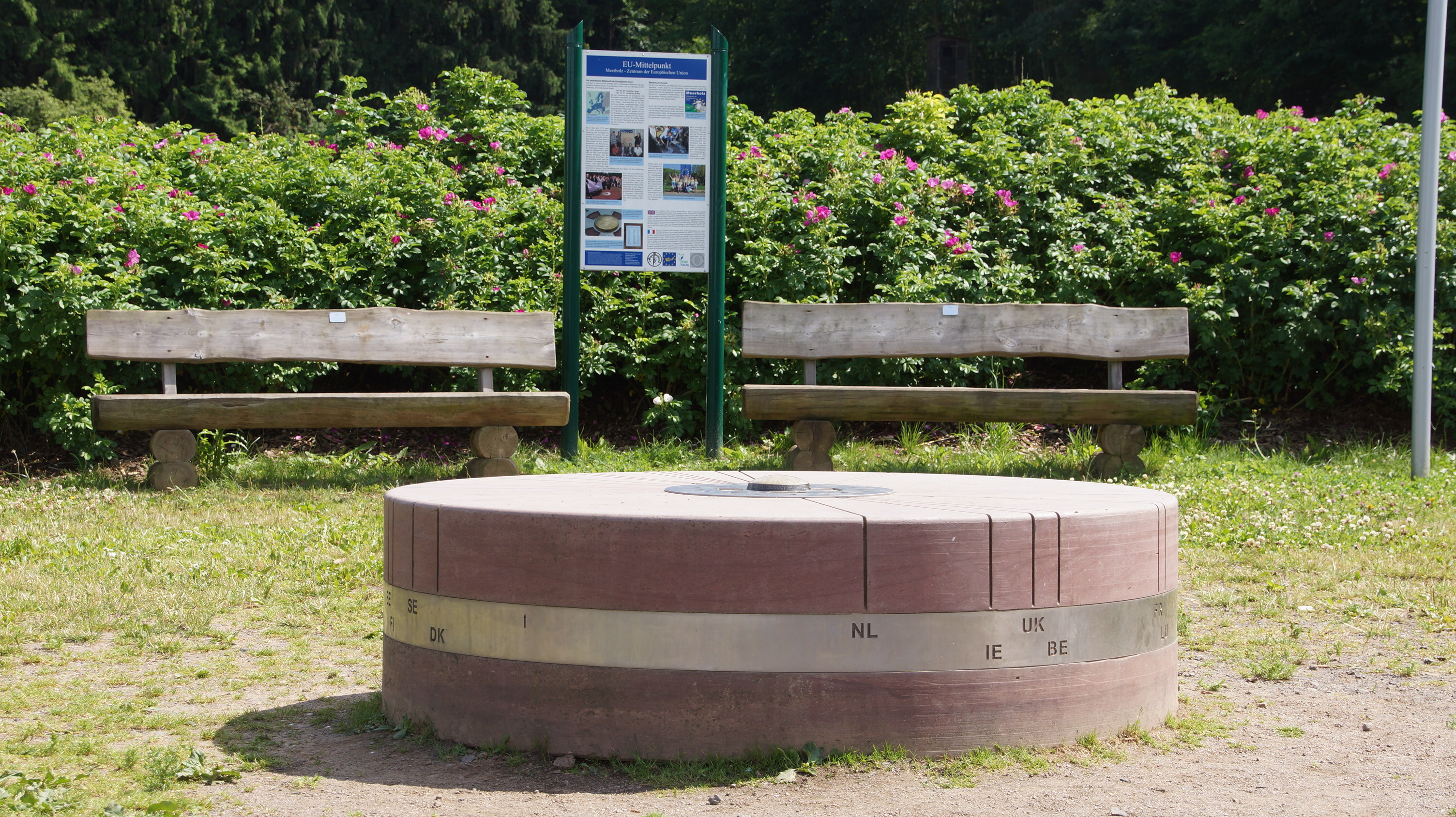
Geografisch middelpunt in Gelnhausen

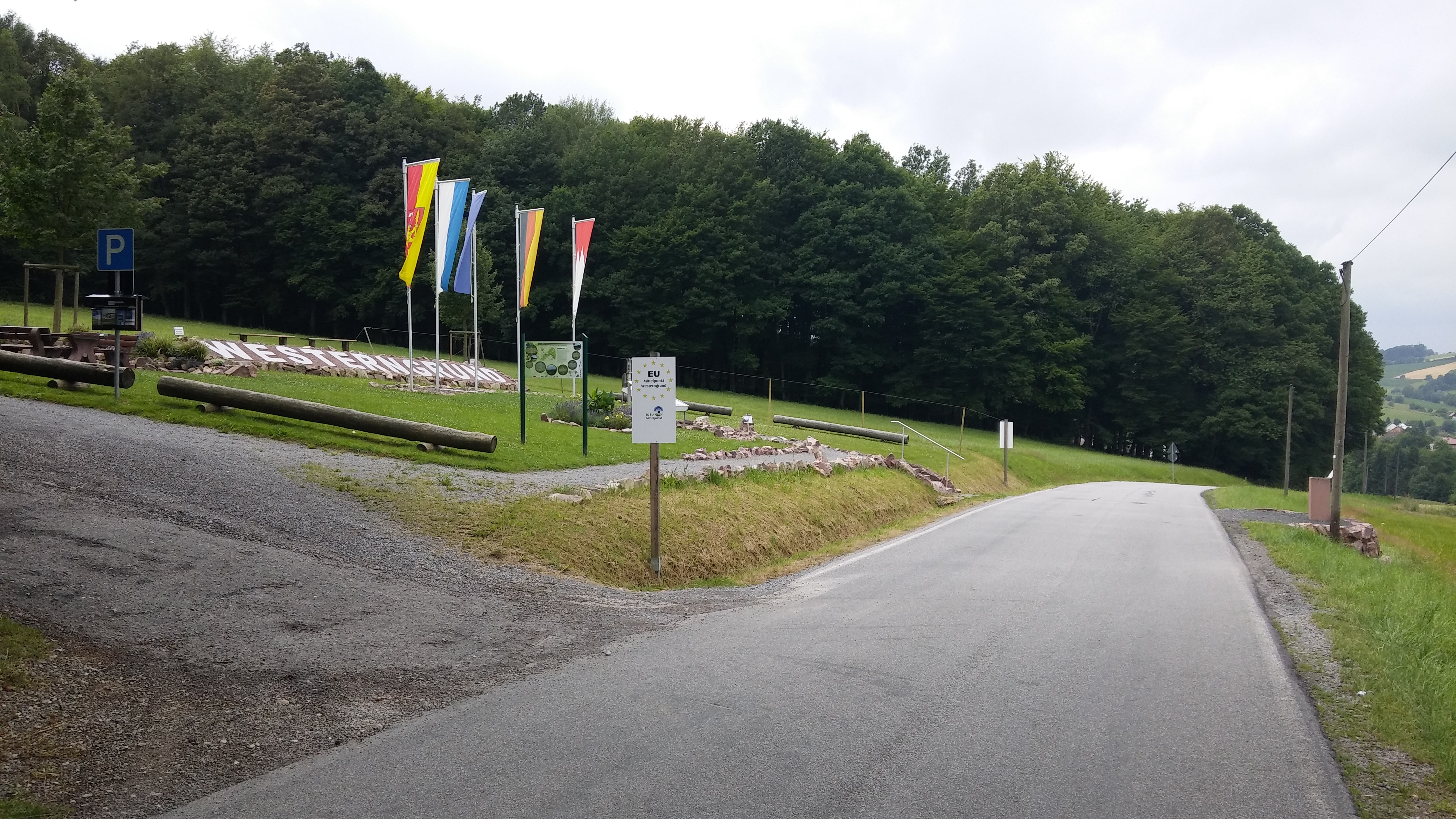
Geografisch middelpunt in Oberwestern (rechts te zien)

Het geografisch middelpunt van de Europese Unie is het zwaartepunt waar de contouren van de landengroep van de Europese Unie precies in evenwicht zijn. Het geografisch middelpunt ligt in Duitsland, maar dit heeft door de jaren als gevolg van uitbreidingen en een inkrimping zich verplaatst.

## 1986 - 1990
Op 1 januari 1986 traden Portugal en Spanje toe tot de Europese Gemeenschap. De EG had toen 12 lidstaten en het geografische middelpunt lag toen bij het dorp Saint-André-le-Coq in de Auvergne in Frankrijk.

## 1990 - 1994
Op 3 oktober 1990 werd de Duitse Democratische Republiek eengemaakt met Bondsrepubliek Duitsland. Met deze eenmaking verschoof het geografische middelpunt met 25 kilometer naar het noordoosten naar het dorp Saint-Clément dat eveneens in de Auvergne gelegen is.

## 1995 - 2004
Op 1 januari 1995 traden Finland, Oostenrijk en Zweden toe tot de Europese Unie. Daarmee verschoof het geografische middelpunt naar Viroinval in de Belgische provincie Namen (50° 0′ 33″ NB, 4° 39′ 59″ OL).

## 2004 - 2006
Op 1 mei 2004 traden Grieks-Cyprus, Estland, Hongarije, Letland, Litouwen, Malta, Polen, Slovenië, Slowakije en Tsjechië toe tot de Europese Unie. Het geografische middelpunt verschoof daarmee naar Kleinmaischeid in de Duitse deelstaat Rijnland-Palts (50° 31′ 31″ NB, 7° 35′ 50″ OL).

## 2007 - 2012
Op 1 januari 2007 traden Bulgarije en Roemenië toe tot de Europese Unie. Daarmee verschoof het geografische middelpunt naar Gelnhausen in de Duitse deelstaat Hessen (50° 10′ 18″ NB, 9° 8′ 56″ OL).

## 2013 - 2020
Op 1 juli 2013 trad Kroatië toe tot de Europese Unie. Daarmee verschoof het geografische middelpunt naar Oberwestern in de gemeente Westerngrund in de Duitse deelstaat Beieren (50° 6′ 48″ NB, 9° 15′ 9″ OL).

## Vanaf 2020
Op 1 februari 2020 verliet het Verenigd Koninkrijk met de Brexit de Europese Unie. Daarmee verschoof het geografische middelpunt naar Gadheim in de gemeente Veitshöchheim in de Duitse deelstaat Beieren (49° 50′ 35″ NB, 9° 54′ 7″ OL).